# パイ・パウダー・コート
パイ・パウダー・コート ( 英: Pie-powder court )は、イングランドの市場において、商事に関する裁定を商人本位に行った慣習的な法廷。日本では市場裁判所、行商人裁判所、埃足裁判所などの訳語がある。

## 概要
ラテン語で curia pedis pulverizati（埃まみれの足の法廷）、古フランス語で pied puldreaux （埃だらけの足）などと呼ばれており、訴訟提起人が行商人であることに由来した。市における治安の維持を目的に、開市中の行商人たちの金銭債務や諸契約の係争、盗みなどの罪を即決で裁定した。審理は、その場に居合わせた交易者から構成される陪審員の前で行われた。15世紀のイングランドでは、裁判の執行を行うマナーの執事や徴税吏によって、市とは無関係であったり無根拠な犯罪が審議された。そのため、エドワード4世やジョージ3世の時代には救済措置が取られた。
同様の裁判所はシャンパーニュの大市をはじめ、中世ヨーロッパの各地に存在した。17世紀のラップランドの市においても市場裁判所の記録がある。